# Primer Gobierno Rivero
El Primer Gobierno Rivero es la composición del gobierno de las Islas Canarias desde el 13 de julio de 2007, hasta el 8 de julio de 2011 durante la VII legislatura del Parlamento de Canarias. Estuvo presidido por Paulino Rivero.

## Historia
Después de que Coalición Canaria quedase como segunda fuerza en el Parlamento de Canarias tras las elecciones del 27 de mayo de 2007, Paulino Rivero es investido como Presidente del Gobierno de Canarias sucediendo a Adán Martín y gracias a los votos del Partido Popular en el Parlamento. La composición del Primer Gobierno Rivero comenzó el 13 de julio de 2007.
El gobierno estuvo formado por 10 consejerías y 1 vicepresidencia hasta finales de 2010, que se redujo el número de consejerías a 8.

## Composición

### Inicial
| Función                                                   | Titular | Titular                         | Partido |
| --------------------------------------------------------- | ------- | ------------------------------- | ------- |
| Presidente del Gobierno                                   |         | Paulino Rivero Baute            | CC      |
| Vicepresidente                                            |         | José Manuel Soria López         | PP      |
| Consejero de Economía y Hacienda                          |         | José Manuel Soria López         | PP      |
| Consejero de Presidencia, Justicia y Seguridad            |         | José Miguel Ruano León          | CC      |
| Consejero de Obras Públicas y Transportes                 |         | Juan Ramón Hernández Gómez      | CC      |
| Consejera de Agricultura, Ganadería, Pesca y Alimentación |         | María del Pilar Merino Troncoso | PP      |
| Consejera de Educación, Universidades, Cultura y Deportes |         | Milagros Luis Brito             | CC      |
| Consejera de Bienestar Social, Juventud y Vivienda        |         | Inés Nieves Rojas de León       | CC      |
| Consejera de Sanidad                                      |         | María Mercedes Roldós Caballero | PP      |
| Consejero de Medio Ambiente y Ordenación Territorial      |         | Domingo Berriel Martínez        | CC      |
| Consejero de Empleo, Industria y Comercio                 |         | Jorge Marín Rodríguez Díaz      | CC      |
| Consejera de Turismo                                      |         | Rita María Martín Pérez         | PP      |

### Reforma del 23 de octubre de 2010
En octubre de 2010 el Comité Ejecutivo del PP canario decidió romper el pacto de Gobierno que mantiene con Coalición Canaria en el Gobierno autonómico por la decisión de Coalición Canaria de apoyar los Presupuestos nacionales (PGE) para el año 2011. Pese a ello, grupo parlamentario popular apoyó los presupuestos autonómicos en la cámara regional.
El presidente del Gobierno aprovechó la ocasión para reducir el tamaño del gobierno, reduciéndolo de 10 consejerías a 8, unificando las consejerías de Agricultura, Ganadería, Pesca y Alimentación y Medio Ambiente y Ordenación Territorial, y suprimiendo la consejería de Turismo.
| Función                                                     | Titular | Titular                    | Partido |
| ----------------------------------------------------------- | ------- | -------------------------- | ------- |
| Presidente del Gobierno                                     |         | Paulino Rivero Baute       | CC      |
| Vicepresidenta                                              |         | María del Mar Julios Reyes | CC      |
| Consejera de Empleo, Industria y Comercio                   |         | María del Mar Julios Reyes | CC      |
| Consejero de Presidencia, Justicia y Seguridad              |         | José Miguel Ruano León     | CC      |
| Consejero de Obras Públicas y Transportes                   |         | Juan Ramón Hernández Gómez | CC      |
| Consejero de Agricultura, Ganadería, Pesca y Medio Ambiente |         | Domingo Berriel Martínez   | CC      |
| Consejera de Educación, Universidades, Cultura y Deportes   |         | Milagros Luis Brito        | CC      |
| Consejera de Bienestar Social, Juventud y Vivienda          |         | Inés Nieves Rojas de León  | CC      |
| Consejero de Sanidad                                        |         | Fernando Bañolas Bolaños   | CC      |
| Consejero de Economía y Hacienda                            |         | Jorge Marín Rodríguez Díaz | CC      |